# Bitter Tears
«Bitter Tears» es el vigésimo octavo disco sencillo del grupo australiano de rock INXS, el cuarto desprendido de su séptimo álbum de estudio X, y fue publicado en julio de 1991. En Australia se publicó en febrero como tercer sencillo. La canción fue escrita por Andrew Farriss y Michael Hutchence.
Alcanzó el puesto 30 en el UK Singles Chart británico mejorando el mal resultado del sencillo anterior "By My Side".  El sencillo fue lanzado al mismo tiempo que la banda realizaba su gira de verano SummerXS y su famoso concierto en el estadio de Wembley en julio de 1991, tal como se documenta en el folleto del DVD de Live Baby Live.
El lado B del sencillo fue el tema Soothe Me de Andrew Farriss, y una versión en directo de Faith in Each Other.

## Formatos
Formatos del sencillo.
En disco de vinilo de 7"
7 pulgadas. 1991 WEA 9031737817 
| Lado A |                |                                    |          |  |
| N.º    | Título         | Escritor(es)                       | Duración |  |
| 1.     | «Bitter Tears» | Andrew Farriss y Michael Hutchence | 3:40     |  |

| Lado B |                  |               |          |  |
| N.º    | Título           | Escritor(es)  | Duración |  |
| 1.     | «The Other Side» | Kirk Pengilly | 3:52     |  |

7 pulgadas. 1991 Mercury Records 868 204-7  / 
| Lado A |                |                                    |          |  |
| N.º    | Título         | Escritor(es)                       | Duración |  |
| 1.     | «Bitter Tears» | Andrew Farriss y Michael Hutchence | 3:40     |  |

| Lado B |                                  |                                    |          |  |
| N.º    | Título                           | Escritor(es)                       | Duración |  |
| 1.     | «Soothe Me»                      | Andrew Farriss                     | 3:37     |  |
| 2.     | «Bitter Tears» (Lorimer 7" Edit) | Andrew Farriss y Michael Hutchence | 4:14     |  |

En disco de vinilo de 12"
12 pulgadas. 1991 WEA 903173782-0 . 1991 Atlantic Records 0-86080 
| Lado A |                                |                                    |          |  |
| N.º    | Título                         | Escritor(es)                       | Duración |  |
| 1.     | «Bitter Tears» (Lorimer Remix) | Andrew Farriss y Michael Hutchence | 6:35     |  |

| Lado B |                               |                                    |          |  |
| N.º    | Título                        | Escritor(es)                       | Duración |  |
| 1.     | «Bitter Tears» (Instrumental) | Andrew Farriss y Michael Hutchence | 6:45     |  |
| 2.     | «The Other Side»              | Kirk Pengilly                      | 3:52     |  |

12 pulgadas. 1991 Mercury Records 868 549-1  / 
| Lado A |                                  |                                    |          |  |
| N.º    | Título                           | Escritor(es)                       | Duración |  |
| 1.     | «Bitter Tears» (Lorimer 12" Mix) | Andrew Farriss y Michael Hutchence | 6:35     |  |

| Lado B |                                            |                                    |          |  |
| N.º    | Título                                     | Escritor(es)                       | Duración |  |
| 1.     | «Disappear» (Morales 12" Mix)              | Jon Farriss y Michael Hutchence    | 6:35     |  |
| 2.     | «Tears are Bitter» (Instrumental Club Mix) | Andrew Farriss y Michael Hutchence | 6:35     |  |

12 pulgadas. 1991 Mercury Records 868 205-1  / 
| Lado A |                                  |                                    |          |  |
| N.º    | Título                           | Escritor(es)                       | Duración |  |
| 1.     | «Bitter Tears» (Lorimer 12" Mix) | Andrew Farriss y Michael Hutchence | 6:35     |  |

| Lado B |                               |                                 |          |  |
| N.º    | Título                        | Escritor(es)                    | Duración |  |
| 1.     | «Disappear» (Morales 12" Mix) | Jon Farriss y Michael Hutchence | 6:35     |  |
| 2.     | «Soothe Me»                   | Andrew Farriss                  | 3:37     |  |

En Casete
| Casete. 1991 WEA 903173781-4 . 1991 Atlantic Records 7 4-87760 |                  |                                    |          |  |
| N.º                                                            | Título           | Escritor(es)                       | Duración |  |
| 1.                                                             | «Bitter Tears»   | Andrew Farriss y Michael Hutchence | 3:40     |  |
| 2.                                                             | «The Other Side» | Kirk Pengilly                      | 3:52     |  |

Casete. 1991 Atlantic Records 7 4-86080 
| Lado A |                                  |                                    |          |  |
| N.º    | Título                           | Escritor(es)                       | Duración |  |
| 1.     | «Bitter Tears»                   | Andrew Farriss y Michael Hutchence | 3:40     |  |
| 2.     | «Bitter Tears» (Lorimer 12" Mix) | Andrew Farriss y Michael Hutchence | 6:35     |  |

| Lado B |                               |                                    |          |  |
| N.º    | Título                        | Escritor(es)                       | Duración |  |
| 1.     | «Bitter Tears» (Instrumental) | Andrew Farriss y Michael Hutchence | 6:45     |  |
| 2.     | «The Other Side»              | Kirk Pengilly                      | 3:52     |  |

En CD
| Mini CD 1991 WEA WMD5-4061 |                  |                                    |          |  |
| N.º                        | Título           | Escritor(es)                       | Duración |  |
| 1.                         | «Bitter Tears»   | Andrew Farriss y Michael Hutchence | 3:40     |  |
| 2.                         | «The Other Side» | Kirk Pengilly                      | 3:52     |  |

| CD 1991 WEA 903173784-2 . 1991 Atlantic Records 7 86080-2 |                                  |                                    |          |  |
| N.º                                                       | Título                           | Escritor(es)                       | Duración |  |
| 1.                                                        | «Bitter Tears»                   | Andrew Farriss y Michael Hutchence | 3:40     |  |
| 2.                                                        | «Bitter Tears» (Lorimer 12" Mix) | Andrew Farriss y Michael Hutchence | 6:35     |  |
| 3.                                                        | «Bitter Tears» (Instrumental)    | Andrew Farriss y Michael Hutchence | 6:45     |  |
| 4.                                                        | «Disappear» (Alternative 12")    | Jon Farriss y Michael Hutchence    | 6:39     |  |
| 5.                                                        | «The Other Side»                 | Kirk Pengilly                      | 3:52     |  |

| CD 1991 Mercury Records 868 551-2 |                                        |                                                                                               |          |  |
| N.º                               | Título                                 | Escritor(es)                                                                                  | Duración |  |
| 1.                                | «Bitter Tears»                         | Andrew Farriss y Michael Hutchence                                                            | 3:40     |  |
| 2.                                | «Soothe Me»                            | Andrew Farriss                                                                                | 3:37     |  |
| 3.                                | «Original Sin»                         | Andrew Farriss y Michael Hutchence                                                            | 5:18     |  |
| 4.                                | «Listen Like Thieves» (Extended Remix) | Andrew Farriss, Tim Farriss, Jon Farriss, Michael Hutchence, Garry Gary Beers y Kirk Pengilly | 5:46     |  |

| CD 1991 Mercury Records 868 205-2 |                       |                                                  |          |  |
| N.º                               | Título                | Escritor(es)                                     | Duración |  |
| 1.                                | «Bitter Tears»        | Andrew Farriss y Michael Hutchence               | 3:40     |  |
| 2.                                | «By My Side»          | Andrew Farriss, Michael Hutchence y Chris Thomas | 3:05     |  |
| 3.                                | «Devil Inside»        | Andrew Farriss y Michael Hutchence               | 5:12     |  |
| 4.                                | «Never Tear Us Apart» | Andrew Farriss y Michael Hutchence               | 3:04     |  |